# Авењо
Авењо (итал. Avegno) је насеље у Италији у округу Ђенова, региону Лигурија.
Према процени из 2011. у насељу је живело 2151 становника. Насеље се налази на надморској висини од 58 м.

## Становништво
Према резултатима пописа становништва 2011. у општини је живело 2.539 становника.
| 1931. | 1936. | 1951. | 1961. | 1971. | 1981. | 1991. | 2001. | 2011. |
| ----- | ----- | ----- | ----- | ----- | ----- | ----- | ----- | ----- |
| 1.924 | 1.865 | 1.786 | 1.626 | 1.498 | 1.673 | 1.986 | 2.151 | 2.539 |

## Партнерски градови
- Авењо Гордевио